# Municipio de San Pedro Yólox
El Municipio de San Pedro Yólox es uno de los 570 municipios que integran el estado mexicano de Oaxaca, ubicado en la región de la sierra norte, pertenece al Distrito de Ixtlán de Juárez. Se ubica en las coordenadas 17°35’ de latitud norte y 96°33’ longitud oeste, a una altitud de 1,940 metros sobre el nivel del mar.